# Saint (namn)
Saint ett efternamn kan syfta på:
- Eva Marie Saint (f. 1924), amerikansk skådespelerska
- Nate Saint (1923 - 1956), amerikansk missionär och pilot dödad i Ecuador (bror till Rachel)
- Rachel Saint (1914 - 1994), amerikansk kristen missionär som arbetade i Ecuador (syster till Nate)
- Silvia Saint (f. 1976), tjeckisk porrskådespelerska